# 소유스 T-15
소유스 T-15는 미르 우주정거장과 살류트 7호 우주정거장을 위한 유인우주임무이다. 3세대 소유스 우주선인 소유스-T 우주선의 마지막 비행이었다. 1979년부터 1986년까지 7년 동안 소유스-T 우주선이 15회 발사되었다. 최초로 한 임무에서 두 우주정거장을 도킹했다.